# Летећа тамница
Летећа тамница (енгл. Con Air) је амерички филм режисера Сајмона Веста са Николасом Кејџом, Џоном Кјузаком и Џоном Малковичем у главним улогама.

## Радња
1989. Пензионисани припадник Америчких ренџера Камерон По упознаје своју жену Тришу у бару. Убрзо их на улици нападају хулигани и Камерон, бранећи се, убија једног од њих. По савету адвоката, Камерон признаје кривицу, али судија сматра да је оптужени „користио војне вештине против цивила“ и осуђује га на 7-10 година затвора. По не клоне духом, тренира тело, учи шпански и склапа пријатељства са другим затвореницима, укључујући Мајка О'Дала („Бејби-О“).
Прошло је 8 година (1997). Авионом Ц-123 Џејлберд, затворенике превозе под стражом у нови затвор, а међу њима је и Камерон По, који је превремено пуштен на слободу. Агент ДЕА Данкан Малој спрема се да пошаље свог федералног агента Вилијама Симса у авион да прати ситуацију и даје му пиштољ са собом. Савезни шериф Винс Ларкин тражи да му да оружје, пошто нико у затворском авиону нема оружје. Малој удовољава његовом захтеву, али онда тајно даје Симсу пиштољ.
Током лета, рецидивиста Сајрус Грисом („Сајрус-Вирус“), заједно са својим саучесницима, отима авион, убивши копилота, доктора и неколико чувара, и ослобађа затворенике. Он узима пиштољ од убијеног копилота, али агент Симс, којег је послао Малој, случајно се открива и умире. Бејби О треба инсулин (он је дијабетичар) и Камерон обећава да ће помоћи. Грисом приморава команданта посаде да каже контролору да је све у реду у авиону.
Ларкин у овом тренутку проналази нацрте затворског авиона у Сајрусовој ћелији и открива своје планове. Један од чувара отвара Грисомову кутију у којој се налази бомба и долази до експлозије.
У међувремену, Сајрус Вајрус и њихови помоћници облаче полицијске униформе и слећу у Карсон Сити да размене три бела затвореника. Али они су погинули током отмице авиона, а Грисом шаље „добровољце“, укључујући и команданта посаде. По одбија да напусти авион како би помогао Бејби О и чувару Сели Бишоп. Полиција заузврат даје десет криминалаца, укључујући манијака Гарланда Грина. Помоћник Сајруса Џо Паркер (Билијар) преуређује транспондер са Ц-123 на другу летелицу, али нема времена да се укрца у Џејлберд, покушава да га сустигне током полетања и на крају умире, павши испод стајног трапа.
Ларкин анализира информације и схвата да је Камерон његов „савезник“ на Ц-123 и покушава да одврати Малоја од обарања авиона. Камерон, у међувремену, по налогу „Дијамантског пса” избацује из авиона тело „Билијара” заглављено у вратима стајног трапа, али пре тога на одећи исписује поруку за Ларкина; тело „Билијара“ слеће право у град, Винс је обавештен о проналаску. Он схвата да Малој прати погрешан авион, али Малој одбија да саслуша маршала. Ларкин краде Малојев ауто и вози се до напуштеног аеродрома Лернер Филд да се састане са криминалцима. Камерон убија Сајрусовог саучесника Вилијама Бедфорда („Били-Бедлам“), који га је разоткрио.
Ствар из мочваре спушта авион на Лернер Филд, али се заглавио у песку. Ларкина су онесвестили остаци са штале који су пали на њега, а разбацани авионом приликом слетања. Бандити заробљавају тројицу стражара, али их, захваљујући Поовој интервенцији, не убијају. По креће да набави инсулин за Бејби-О, али наилази на мексичке бандите које убија уз помоћ Ларкина. Шеф Сајруса и саучесник Франсиско Синдино напушта криминалце и спрема се да одлети у свом авиону, али га Ларкин обара дизалицом. „Сајрус” не опрашта Синдину издају и брутално се обрачунава са њим, живог га спаливши. Гарланд Грин, шетајући околином, среће девојчицу са којом се игра луткама, пева са њом и на крају је не убије.
Стражари стижу на Лернер Филд. Бандити им упадају у заседу, али Ларкин их спасава камионом. Камерон трчи до авиона са инсулином. Силоватељ Џони Бак („Џони-23“) спрема се да силује чувара Сали, али По прискаче у помоћ и нокаутира га и спасе њу, као и живот „Беби-О“; Џејлберд полети. „Сајрус” покушава да открије ко га је пријавио полицији, а „Бејби-О” му признаје уместо По; Сирус пуца на њега. Авион јуре хеликоптери са Ларкином и Малојем, Ларкин затвара Ц-123 својим хеликоптером и тражи од Малоја да га не обори, што он на крају и уради. По се бори са бандитима и добија метак у леву руку, док Сали нокаутира Грисома. По долази у пилотску кабину Ствари из мочваре и наређује му да спусти авион. Ц-123 тешко слеће у Лас Вегасу тачно испред казина и делимично је уништен, убивши Џонија 23 током слетања. Криминалци су ухапшени, Бејби-О је покупила хитна помоћ, али Сајрус Вирус, Ствар из мочваре и Дајмонд Дог побегну ватрогасним возилом. По и Ларкин их прогоне на полицијским мотоциклима и заустављају криминалце у тешкој борби. На крају филма, Камерон се састаје са супругом Тришом и осмогодишњом ћерком Кејси и поклања ћерки плишаног ружичастог зеца, којег јој је купио као рођендански поклон.
Филм се завршава наизглед реформисаним Гарланд Грином који игра у казину.

## Улоге
- Николас Кејџ као Камерон По
- Џон Кјузак као Савезни шериф Винс Ларкин
- Џон Малкович као 'Сајрус Грисом'
- Винг Рејмс као Нејтан Џоунс
- Мајкелти Вилијамсон као Мајк О'Дел
- Ник Чинлунд као Вилијам Бедфорд
- Стив Бусеми као Гарланд Грин
- Дани Трехо као Џони Бака
- М. К. Гејни као "Ствар из мочваре"
- Џеси Борего као Франсиско Синдино
- Дејв Чапел као Џо Паркер
- Реноли Сантијаго као Рамон Мартинез
- као ДЕА агент Данкан Малој
- Рејчел Тикотин као чувар Сали Бишоп
- Стив Истин као чувар Фалзон
- Хосе Жуњига као ДЕА агент Вилијам Симс
- Брендан Кели као Конрад
- Конрад Гуд као "Вајкинг"
- Кевин Гејџ као Били Џо
- Моника Потер као Триша По
- Ландри Олбрајт као Кејси По